# Bertil Rönnmark
Bertil Vilhelm Rönnmark  (ur. 24 grudnia 1905 w Jämshög, zm. 1 lipca 1967 w Enskede) – szwedzki strzelec, mistrz olimpijski i multimedalista mistrzostw świata.

## Życiorys
Urodził się w Jämshög w regionie Blekinge. Strzelectwo zaczął uprawiać w wieku około 15 lat wraz ze swoim młodszym bratem Lennartem (późniejszym wicemistrzem świata i wykładowcą akademickim). W drugim roku swoich startów wygrał zawody, gdzie otrzymał jako nagrodę główną karabin firmy Mauser, którego używał przez następne kilka lat (zastąpił go potem karabinem marki Schulz & Larsen). Po nagłej śmierci ojca przeniósł się wraz z resztą rodziny do Sztokholmu, gdzie przygotowywał się do zawodu farmaceuty.
Opuścił krajowe eliminacje do mistrzostw świata w 1929 roku, odbywających się w Sztokholmie. Wziął udział w kwalifikacjach do kolejnych mistrzostw (1931), w których pokonał po wyrównanym pojedynku Mauritza Erikssona. Podczas mistrzostw wywalczył pięć medali, w tym dwa złote – zwyciężył w indywidualnym i drużynowym strzelaniu z karabinu małokalibrowego leżąc z 50 m. Rok później wystąpił w igrzyskach olimpijskich w Los Angeles, podczas których zdobył złoty medal olimpijski w karabinie małokalibrowym leżąc z 50 m (cztery lata później zajął ósme miejsce). Na mistrzostwach świata w 1933 roku stał ośmiokrotnie na podium – był najbardziej utytułowanym strzelcem tych zawodów. Medale zdobył jeszcze w trzech edycjach tej imprezy. W 1935 roku wywalczył ich pięć, w tym jeden złoty w karabinie dowolnym leżąc z 300 m. Dwa lata później stanął na podium trzykrotnie, a w 1939 roku dwukrotnie. Podczas całej swojej kariery Rönnmark zdobył 23 medale mistrzostw świata, w tym 6 złotych, 9 srebrnych i 8 brązowych. W indywidualnych zawodach stał na podium 10 razy, zaś w drużynowych 13. Jeden z jego rekordów w karabinie dowolnym klęcząc z 300 m był przez 22 lata najlepszym wynikiem na świecie. Kilkukrotny mistrz Szwecji – zdobył złote medale w karabinie małokalibrowym leżąc z 50 m (1935), karabinie standardowym w trzech postawach z 300 m (1935, 1937, 1938, 1943) i karabinie mistrzowskim leżąc z 300 m (1933, 1938). 
Karierę międzynarodową zakończył w 1939 roku. Był potem członkiem zarządu kilku organizacji strzeleckich. Pracował równocześnie jako aptekarz w Karlskronie, jednak powrócił później do Sztokholmu.

## Wyniki

### Igrzyska olimpijskie
| Igrzyska         | Konkurencja                       | Wynik    | Miejsce | Źródło |
| ---------------- | --------------------------------- | -------- | ------- | ------ |
| Los Angeles 1932 | Karabin małokalibrowy leżąc, 50 m | 294 pkt. | złoto   | [ 3 ]  |
| Berlin 1936      | Karabin małokalibrowy leżąc, 50 m | 295 pkt. | 8       | [ 4 ]  |

### Medale mistrzostw świata
Opracowano na podstawie materiałów źródłowych:
| Mistrzostwa   | Konkurencja                                      | Wynik             | Miejsce |
| ------------- | ------------------------------------------------ | ----------------- | ------- |
| Lwów 1931     | Karabin dowolny leżąc, 100 i 200 m               | 562 pkt.          | srebro  |
| Lwów 1931     | Karabin małokalibrowy leżąc, 50 m                | 395 pkt.          | złoto   |
| Lwów 1931     | Karabin małokalibrowy leżąc, 50 m, drużynowo     | 1959 pkt. (druż.) | złoto   |
| Lwów 1931     | Karabin małokalibrowy klęcząc, 50 m              | 387 pkt.          | srebro  |
| Lwów 1931     | Karabin małokalibrowy klęcząc, 50 m, drużynowo   | 1852 pkt. (druż.) | brąz    |
| Grenada 1933  | Karabin wojskowy, trzy postawy, 300 m            | 453 pkt.          | złoto   |
| Grenada 1933  | Karabin dowolny, trzy postawy, 300 m, drużynowo  | 5306 pkt. (druż.) | brąz    |
| Grenada 1933  | Karabin dowolny leżąc, 300 m                     | 381 pkt.          | brąz    |
| Grenada 1933  | Karabin dowolny klęcząc, 300 m                   | 381 pkt.          | złoto   |
| Grenada 1933  | Karabin małokalibrowy leżąc, 50 m                | 395 pkt.          | srebro  |
| Grenada 1933  | Karabin małokalibrowy leżąc, 50 m, drużynowo     | 1935 pkt. (druż.) | złoto   |
| Grenada 1933  | Karabin małokalibrowy klęcząc, 50 m, drużynowo   | 1800 pkt. (druż.) | srebro  |
| Grenada 1933  | Karabin małokalibrowy stojąc, 50 m, drużynowo    | 1694 pkt. (druż.) | brąz    |
| Rzym 1935     | Karabin wojskowy, trzy postawy, 300 m, drużynowo | 1977 pkt. (druż.) | srebro  |
| Rzym 1935     | Karabin dowolny leżąc, 300 m                     | 392 pkt.          | złoto   |
| Rzym 1935     | Karabin małokalibrowy leżąc, 50 m, drużynowo     | 1960 pkt. (druż.) | srebro  |
| Rzym 1935     | Karabin małokalibrowy klęcząc, 50 m, drużynowo   | 1893 pkt. (druż.) | brąz    |
| Rzym 1935     | Karabin małokalibrowy stojąc, 50 m, drużynowo    | 1804 pkt. (druż.) | brąz    |
| Helsinki 1937 | Karabin wojskowy leżąc, 300 m, drużynowo         | 904 pkt. (druż.)  | srebro  |
| Helsinki 1937 | Karabin dowolny leżąc, 300 m, drużynowo          | 1905 pkt. (druż.) | brąz    |
| Helsinki 1937 | Karabin dowolny klęcząc, 300 m                   | 377 pkt.          | brąz    |
| Lucerna 1939  | Karabin małokalibrowy leżąc, 50 m, drużynowo     | 1977 pkt. (druż.) | srebro  |
| Lucerna 1939  | Karabin małokalibrowy klęcząc, 50 m              | 392 pkt.          | srebro  |